# Thrity Umrigar
Thrity Umrigar (Bombay, 17 de septiembre de 1961) es una periodista, escritora y crítica indio-estadounidense, reconocida por su obra narrativa centrada en la denuncia social, los vínculos afectivos y los contrastes entre la India contemporánea y la experiencia migrante. En 2013, fue galardonada con el Premio Literario Lambda en la categoría de Ficción General Lésbica por su novela The World We Found.

## Trayectoria
Nació en la India, en una familia parsi, y creció en un entorno secular y plural durante los años 70 del siglo XX, una época de efervescencia política que marcó tanto su conciencia social como su obra posterior. Se licenció en ciencias económicas en la Universidad de Bombay. En 1983, con 21 años, emigró a Estados Unidos, donde cursó un Máster en periodismo en la Universidad Estatal de Ohio. Posteriormente, se doctoró en Literatura inglesa en la Universidad Estatal de Kent.
Durante casi dos décadas trabajó como periodista, primero en medios locales en Ohio y más tarde en el Akron Beacon Journal. También ha sido colaboradora habitual de periódicos como The New York Times, The Washington Post o The Boston Globe. En 2000, recibió una beca Nieman para periodistas en la Universidad de Harvard, experiencia que coincidió con el inicio de su carrera literaria, cuando comenzó a escribir su primera novela Bombay Time.
Ha publicado numerosas novelas, entre ellas Bombay Time (2001), The Space Between Us (2006) y The Weight of Heaven (2009) , así como una memoria de infancia titulada First Darling of the Morning (2006). Varias de sus obras han sido traducidas al español, como El cielo de Bombay, La estación de los recuerdos y El canto de los corazones rebeldes. Su estilo se caracteriza por un enfoque realista, una mirada crítica a las desigualdades de clase y género, y un interés en las tensiones culturales tanto en India como en la diáspora.
En 2012, publicó su obra The World We Found, con la que ganó el Premio Literario Lambda en la categoría de Ficción General Lésbica, en el que se narra la historia de un grupo de mujeres estudiantes en la India de los años 70, unidas por la lucha de sus derechos. Con el paso de los años, tras un largo periodo de separación, se vuelven a reunir y se desvelan una multitud de deseos de cambiar el mundo desde un punto de vista feminista.
Otra de sus novelas The Secrets Between Us también es reconocida por su punto de vista crítico, a favor del feminismo en un mundo en el que las mujeres se muestran invisibilizadas por las clases sociales y los roles de género. Dos personajes femeninos se juntan tras unas vivencias personales para desarrollarse en un crecimiento conjunto ante un mundo que las rechaza.
Desde 2002 es profesora de Escritura creativa y literatura  en la Universidad Case de la Reserva Occidental en Cleveland. En el ámbito académico, Umrigar combina su labor de escritora con la docencia universitaria, impartiendo talleres de escritura y cursos de literatura contemporánea, con especial énfasis en autoras y autores que reflejan los desafíos del mundo actual.

## Obra
- 2001 – Bombay Time.[7]
- 2004 – First Darling of the Morning: Selected Memories of an Indian Childhood.[8]
- 2006 – The Space Between Us.[9]
- 2007 – If Today Be Sweet.[10]
- 2009 – The Weight of Heaven.[11]
- 2012 – The World We Found.[12]
- 2014 – The Story Hour.[13]
- 2017 – Everybody's Son.[14]
- 2017 – When I Carried You in My Belly.[15]
- 2018 – The Secrets Between Us.[16]
- 2020 – Binny's Diwali.[17]
- 2020 – Sugar in Milk.[18]
- 2022 – Honor.[19]
- 2023 – The Museum of Failures.[20]

## Reconocimientos
En 2000, Thrity Umrigar fue seleccionada para el programa de becas Nieman en la Universidad de Harvard, lo que supuso un punto de inflexión en su carrera, ya que durante ese período escribió su primera novela. En 2006 fue finalista del premio PEN Open Book Award (conocido como Beyond Margins Award) que reconoce obras de escritores pertenecientes a comunidades tradicionalmente subrepresentadas en el mundo editorial de Estados Unidos.
En 2009, recibió el Cleveland Arts Prize in Literature, uno de los galardones culturales más importantes del estado de Ohio, que distingue a quienes han contribuido significativamente a la vida artística de la región. Posteriormente, en 2013, fue galardonada con el Premio Literario Lambda en la categoría de Ficción General Lésbica por su novela The World We Found.